# Dome Mountain (Hot Springs County, Wyoming)
Der Dome Mountain ist der zweithöchste Berg der Washakie Range sowie des Hot Springs County im Nordwesten des US-Bundesstaates Wyoming. Der Berg hat eine Höhe von 3795 m und liegt in der Washakie Wilderness des Shoshone National Forest. Die Washakie Range ist eine der südlichen Berggruppen innerhalb der Absaroka Range, die andere sind die Owl Creek Mountains. Der Dome Mountain liegt rund 1,3 km nördlich der höheren Washakie Needles, dem höchsten Gipfel der Washakie Range, und erhebt sich nordöstlich über das Tal des South Fork Owl Creek.

## Belege
1. ↑  Peakbagger: Dome Mountain. Abgerufen am 10. Januar 2021.
2. ↑  Geonames: Washakie Needles. Abgerufen am 10. Januar 2021.
3. ↑  Peakbagger: Washakie Range. Abgerufen am 10. Januar 2021.